# Казале-Мариттімо
Казале-Мариттімо (італ. Casale Marittimo) — муніципалітет в Італії, у регіоні Тоскана,  провінція Піза.
Казале-Мариттімо розташоване на відстані близько 220 км на північний захід від Рима, 75 км на південний захід від Флоренції, 50 км на південь від Пізи.
Населення — 1106 осіб (2014).

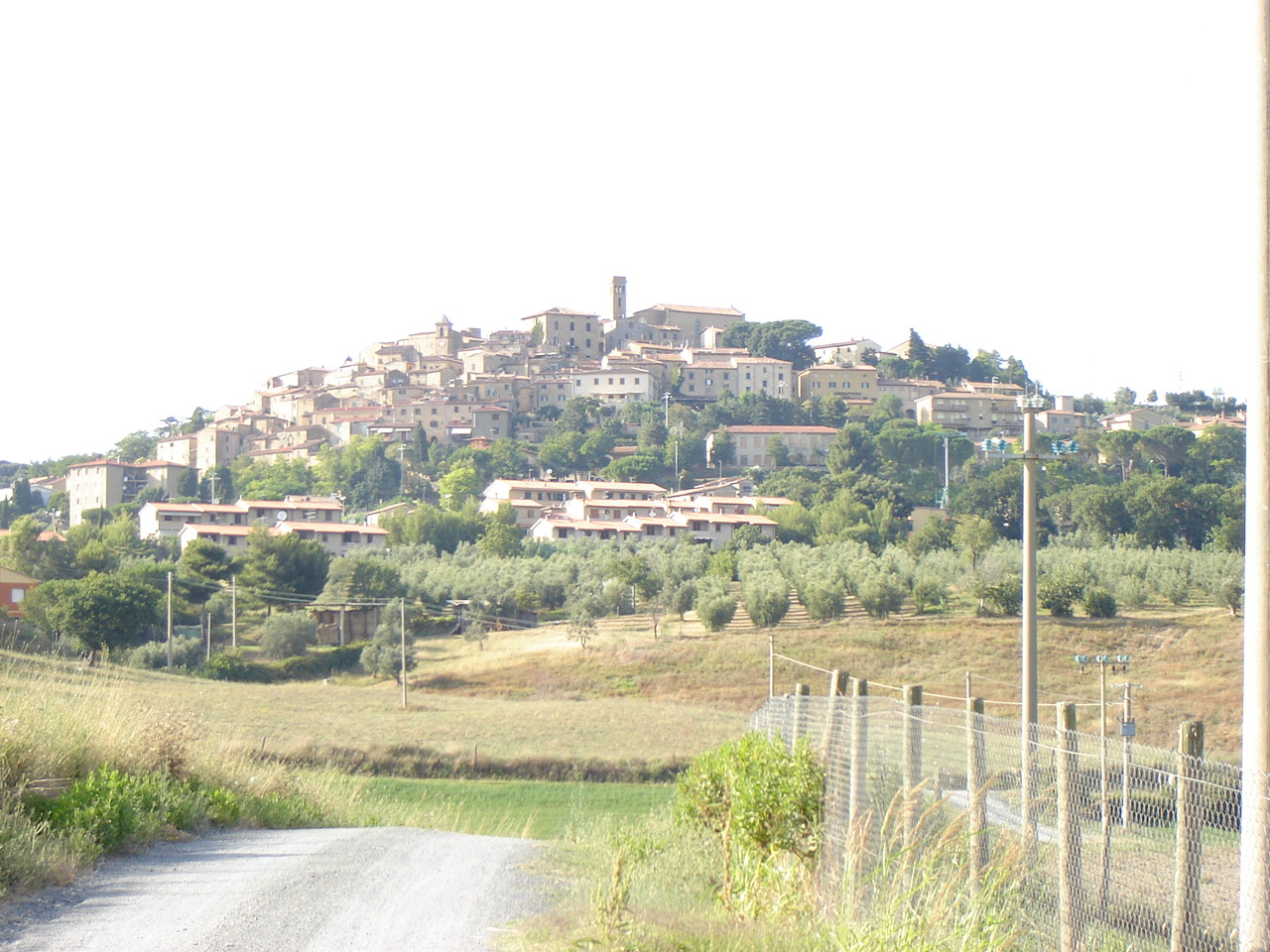

Щорічний фестиваль відбувається 8 вересня, detto anche "il dìotto". 

## Демографія
Населення за роками:

Станом на 1 січня 2023 року в муніципалітеті офіційно проживали 73 іноземці з 21 країни, серед них 38 громадян країн Євросоюзу та 6 громадян України.

## Сусідні муніципалітети
- Біббона
- Чечина
- Гуардісталло